# الزلوطية
الزلوطية هي إحدى القرى اللبنانية من قرى قضاء صور في محافظة الجنوب.